# Soňa Červená
Soňa Červená (9. září 1925 Praha – 7. května 2023 Praha) byla česká herečka a operní pěvkyně, mezzosopranistka a altistka.

## Život a kariéra

### Dětství a mládí
Soňa Červená byla dcerou českého spisovatele a kabaretiéra Jiřího Červeného a Žofie rozené Bergerové, později podruhé provdané Veselíkové (1896–1948); byla pravnučkou královéhradeckého výrobce a vynálezce žesťových hudebních nástrojů Václava Františka Červeného a královéhradeckého malíře a fotografa Adolfa Russe.
V mládí ji bavila jízda na koni a krasobruslení, v uměleckých sklonech měla podporu především od otce. Rodiče se však brzy rozvedli. Druhý matčin manžel zemřel v roce 1938 a Soňa Červená se později musela vypořádat s odloučením od obou biologických rodičů, protože byli vězněni v koncentračních táborech, otec skončil v Terezíně, matka v Ravensbrücku (oba rodiče nicméně válku přežili).
Zůstala tak sama v rodinném bytě, který gestapo v roce 1943 s výjimkou jejího pokoje zabralo pro německou rodinu se synem, který Červenou znásilňoval. Jeho chování snášela ze strachu a kvůli příslibům, že pomůže její matce, protože „jeho otec má u gestapa neomezenou moc“.
V letech 1945 až 1948 byla šťastně vdaná za Františka Slabého, majitele továrny na výrobu čokolády. V roce 1948 však byla jeho továrna znárodněna a on se po nátlaku StB rozhodl pro emigraci, ke které se Soňa Červená kvůli matce a smlouvám v divadle nepřipojila. O jeho dalším životě či smrti nezískala žádné informace a byla neustále pronásledována StB, proto se s ním nechala v jeho nepřítomnosti rozvést. Za ironické se dá považovat, že v pražském bytě, kde bydlela, byl vybudován archiv StB.
V listopadu 1948 zatkla StB matku Soni Červené, byla převezena na Pankrác. Asi 14 dní nato jí známý, student medicíny, dal vědět, že měli na pitevně matčino tělo. Pokud by se o tom nedozvěděla, byla by její matka pohřbena v hromadném hrobě v Ďáblicích. Na Pankráci Červené řekli, že její matka spáchala sebevraždu požitím jedu a že jí prokázali přípravu útěku za hranice. Soňa Červená si je jista, že pravda není ani jedno.
V roce 1951 se sblížila se spisovatelem, nakladatelem a knihkupcem Jaroslavem Podroužkem. V té době již bylo jeho nakladatelství PAX tři roky znárodněno a jeho vlastní knihy na indexu. Měl již také podlomené zdraví, mj. v důsledku dlouhé vyšetřovací vazby. Vztah tak trval jen do dubna 1954, kdy Jaroslav ve věku 41 let zemřel.

### Počátky kariéry

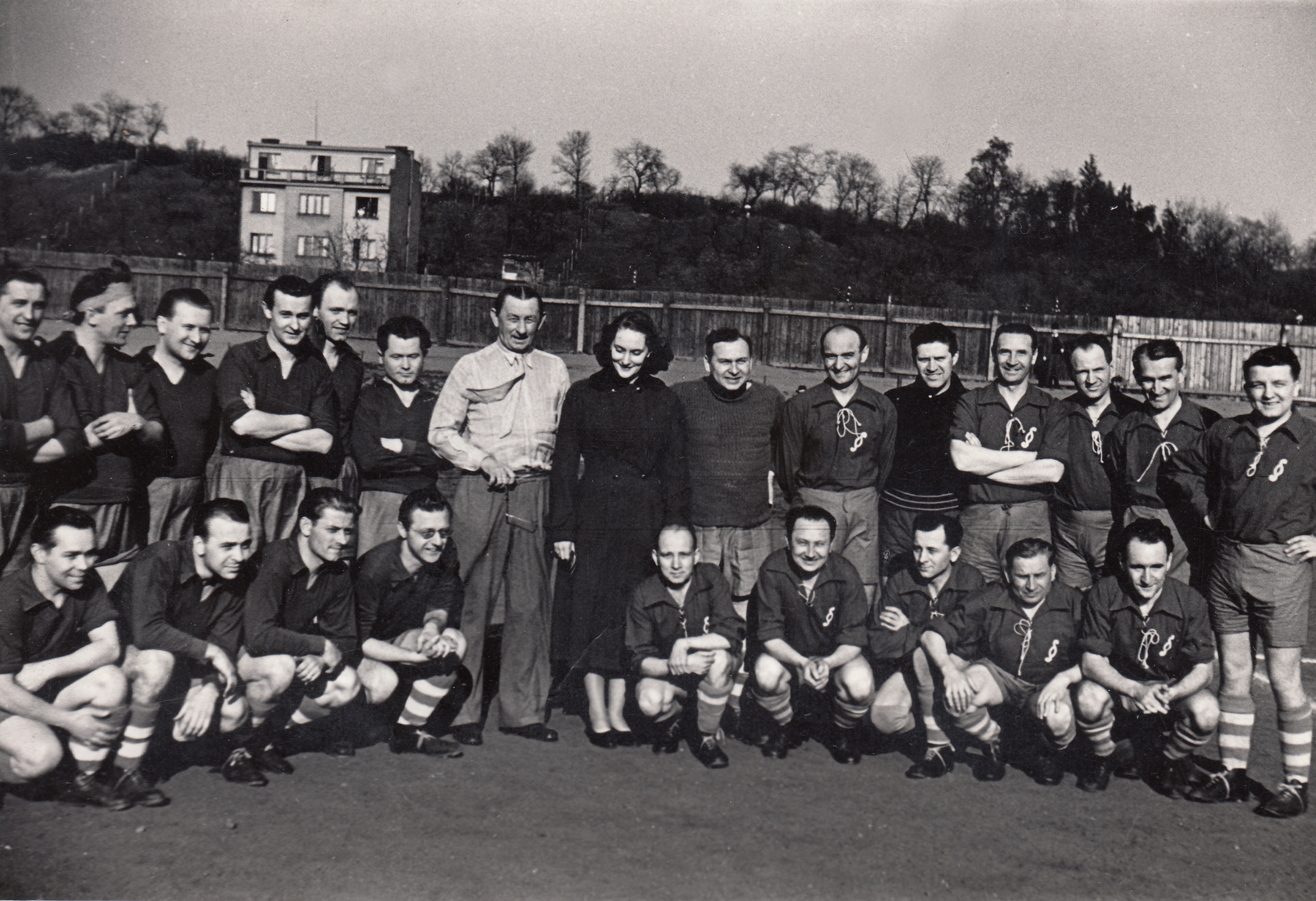
Fotbalový tým orchestru Karla Vlacha v utkání s neidetifikovaným soupeřem. Hlavní rozhodčí: Vlasta Burian, Výkop provedla Soňa Červená, asi 1948

První divadelní zkušenosti získala v muzikálu Divotvorný hrnec. Hrála rovněž ve filmu, například v komedii Poslední mohykán (1947). Následně se rozhodla věnovat opeře, v letech 1952–1958 působila ve Státním divadle v Brně. Poté v roce 1958 přešla do Berlína, do opery Unter den Linden. Zde zpívala role v operách Claudia Monteverdiho, Georga Friedricha Händela a Christopha Willibalda Glucka. Za tyto role obdržela poprvé v roce 1961 čestný titul „komorní pěvkyně“ (Kammersängerin). Famózní úspěch jí přinesla role Carmen v inscenaci dirigenta Herberta Kegela. Toto provedení bylo v roce 1960 úspěšně nahráno na gramofonové desky. Roli Carmen pak zpívala na nejpřednějších světových scénách 156krát.
V této době se ji ke spolupráci marně a bezvýsledně snažila získat východoněmecká Stasi i československá StB, která na ni vedla osobní svazek č. 10324 již od roku 1951. Emigrovala posledním otevřeným přechodem z východního Berlína 4. ledna 1962.

### Zahraniční angažmá
Po emigraci zpívala v operách v Západním Berlíně, Kolíně nad Rýnem, Hamburku, Dortmundu, Mnichově, Wiesbadenu, Frankfurt nad Mohanemu, Norimberku, Stuttgartu, Vídni a San Franciscu. Druhý titul „komorní pěvkyně“ jí byl udělen ve Frankfurtu nad Mohanem. Vedle legendární Carmen se proslavila i v rolích verdiovských (Azucena v opeře Trubadúr, Ulrika v opeře Maškarní ples, Amneris v opeře Aida), wagnerovských (Brangäne v opeře Tristan a Isolda) a straussovských (Herodias v opeře Salome a Klytaimnéstra v opeře Elektra). Významnou složkou byly role v operách Leoše Janáčka Její pastorkyňa, Káťa Kabanová a cyklus písní Zápisník zmizelého. Vystoupila i v řadě dalších rolí skladatelů 20. století, jako byli Alban Berg, Igor Stravinskij, Benjamin Britten, Hans Werner Henze, Gian Carlo Menotti, Luigi Nono a György Ligeti. Po ukončení operní kariéry působila jako herečka v divadle Thalia v Hamburku. Zde spolupracovala mimo jiné s osobnostmi jako režisér Robert Wilson nebo hudebníci Tom Waits a Lou Reed.

### Zpět vČesku

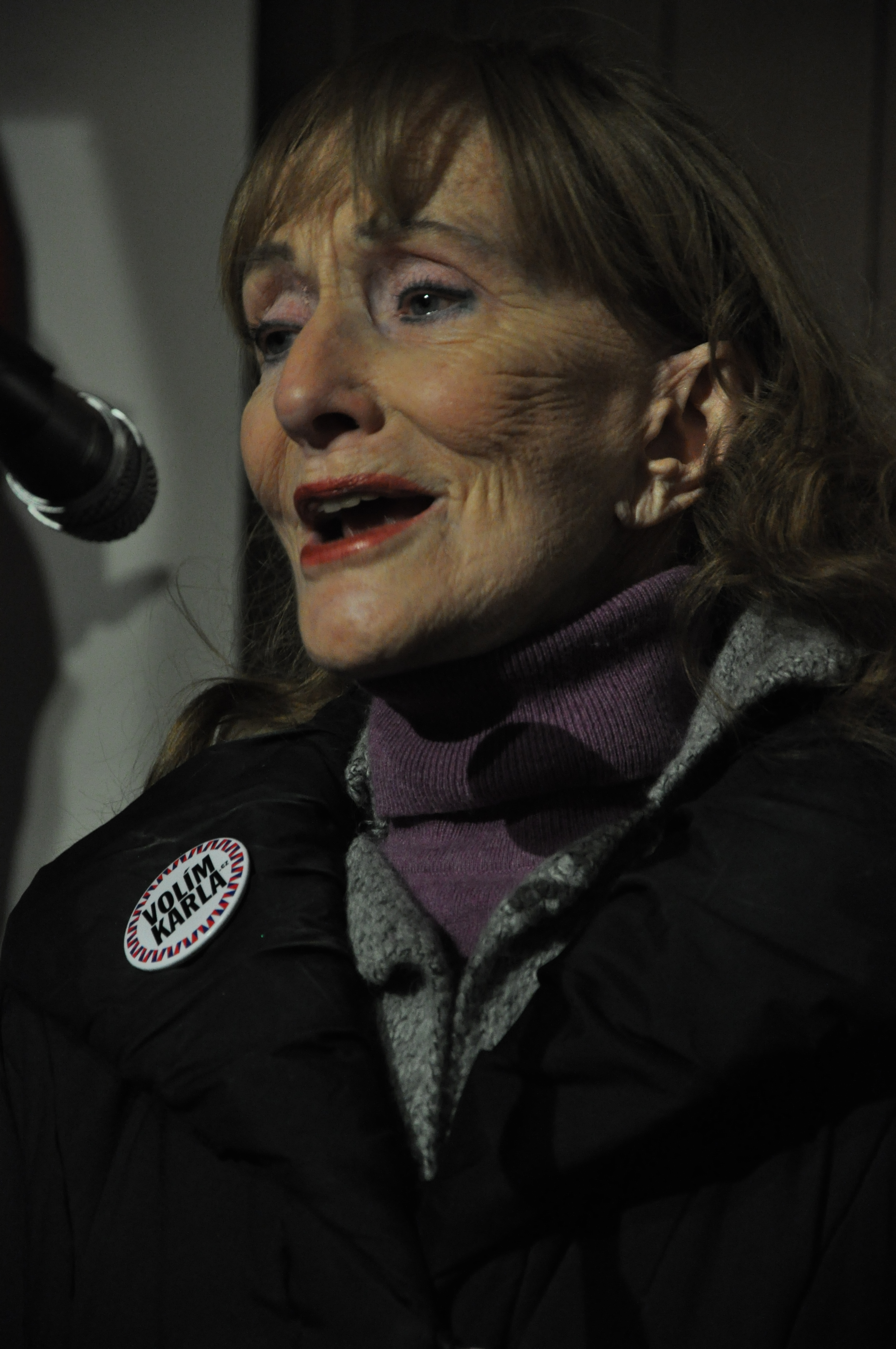
Soňa Červená v roce 2013

Po několika desítkách let strávených v emigraci se vrátila zpět do vlasti, kde vystupovala prakticky až do své smrti. Mimořádný ohlas měla opera Aleše Březiny a Jiřího Nekvasila Zítra se bude... (premiéra 8. dubna 2008), kde hrála postavu Milady Horákové. Dalším projektem Aleše Březiny, kterého se zúčastnila, pak byla komorní opera Toufar, která se hrála v Divadle Kolowrat v letech 2013 – 2016.
Uplatnila se také v činohře Národního divadla, a to v hlavních rolích v inscenacích Roberta Wilsona Věc Makropulos a 1914 a v alternaci také v Krvavé svatbě (režie SkuTr). V divadle Ungelt vystupovala v letech 2019 – 2022 v recitálu Zpívá a vypráví Soňa Červená.
V roce 2021 nastudovala part svaté Ludmily v oratoriu Jana Zástěry Nádech věčnosti, které mělo premiéru 19. září ve Vladislavském sále, a vystoupila taktéž při jeho reprízách v roce 2022 na festivalu Smetanova Litomyšl a v Lateránské bazilice v Římě.

## Ocenění
V roce 2002 obdržela od Nadace Život umělce cenu SENIOR PRIX za uměleckou činnost.
V roce 2004 obdržela Cenu Thálie jako zvláštní cenu kolegia, 6. ledna 2011 jí na prknech Stavovského divadla udělil ministr kultury medaili Artis Bohemiae Amicis. Dne 28. října 2013 ji prezident Miloš Zeman vyznamenal medailí Za zásluhy.
Po Soně Červené byla pojmenována planetka, objevená českou astronomkou Lenkou Kotkovou, roz. Šarounovou, v srpnu roku 1995 v Ondřejově. Jedná se o planetku č. 26897 a tato nese nyní jméno „Cervena“.
V roce 2012 se stala první ženou, jíž bylo uděleno čestné občanství města Hradce Králové.

## Filmografie
- Poslední mohykán, 1947, režie Vladimír Slavinský, dcera Helena
- Pupendo, 2003, režie Jan Hřebejk, Frau König
- Moje 20. století, 2005, režie Olga Sommerová
- Zítra se bude..., 2010, režie Jan Hřebejk, záznam divadelního představení
- Třináctá komnata Soni Červené, 2011, scénář a režie Olga Sommerová
- Toufar, 2016, režie Petr Zelenka, Blažena Hončarivová, záznam divadelního představení
- Červená, 2017, dokumentární film, scénář a režie Olga Sommerová, kamera Olga Špátová